# Уиглсуорт, Винсент
Сэр Винсент Брайан Уиглсуорт (Sir Vincent Brian Wigglesworth, 17 апреля 1899 — 11 февраля 1994) — английский учёный, преподаватель и энтомолог, специалист по физиологии насекомых. Член Лондонского королевского общества (1939), президент Королевского энтомологического общества (1949—1950, 1963—1964). Обладатель нескольких почётных титулов и наград (Командор ордена Британской империи, CBE, 1951; Королевская медаль, 1955). Автор классического труда «Insect Physiology» (1934), после выхода которого автора стали называть «отцом физиологии насекомых».

## Биография
Родился 17 апреля 1899 года в городе Керкем, Файлд, Ланкашир, Великобритания). Учился в Колледже Гонвилл-энд-Киз.
После военной службы во Франции во время Первой мировой войны (офицером артиллерии в Royal Field Artillery) Уиглсуорт закончил свое образование в Кембриджском университете и больнице Святого Томаса в Лондоне.
В 1928 году женился на Mabel Katherine Semple, ставшей иллюстратором детских книг (умерла в 1986), у них было 4 детей (три сына и дочь).
Он читал лекции по медицинской энтомологии в Лондонской школе гигиены и тропической медицины, а затем читал энтомологию сначала в Лондонском университете, а потом в Кембриджском университете. В 1943 году он был назначен директором отдела сельскохозяйственных исследований Совета физиологии насекомых в Кембридже (Agricultural Research Council Unit of Insect Physiology in Cambridge). Директором пробыл до 1967 года. В 1955—1974 годах был главным редактором журнала «The Journal of Experimental Biology».
В 1951 году получил звание Командор ордена Британской империи (CBE).
В 1964 году был посвящен в рыцари.
Его классический труд «Insect Physiology» (1934) часто называется основанием нового направления энтомологии — физиологического, а его самого — «отцом физиологии насекомых».
Умер 11 февраля 1994 года в Кембридже (Великобритания).

## Признание
В честь Уиглсуорта названа награда «The Wigglesworth Memorial Lecture and Award», которая с 1996 года раз в четыре года вручается от имени Королевского энтомологического общества за крупный вклад в энтомологию.
- Член Лондонского королевского общества (1939)
- Командор ордена Британской империи (1951)
- Королевская медаль (1955)
- Медаль Фринк (1978)
- Dutch Swammerdam medal (1966)[11]
- Czech Gregor Mendel gold medal (1967)[11]
- Почётный член Royal Danish Academy of Science[11]
- Почётный член энтомологических обществ США, Египта, Индии, Нидерландов и Швейцарии[11]
- Founders' Memorial Award (2005, Энтомологическое общество Америки)
- Круновская лекция (1948)
- Президент Королевского энтомологического общества (1949—1950, 1963—1964)
- Член Американской академии искусств и наук
- Иностранный член Национальной академии наук США (1971)[12]
- Президент Association of Applied Biologists (1966—1967)
- Бактерия Wigglesworthia glossinidia, живущая в мухе Цеце, была названа в честь Уиглсуорта[13].

## Основные труды
Автор 264 статей и 9 книг, многие из которых были переизданы и переведены на другие языки.
- Insect physiology. 8th ed. London ; New York : Chapman and Hall, 1984 (1st edition — 1934)
- La vie des insectes. Lausanne; [Paris] : Éditions Rencontre, 1971
- Physiologie des insectes. Paris, Dunod; (Bordeaux), 1959
- The Physiology of insect metamorphosis. Cambridge: the University press, 1954
- The Principles of insect physiology. [4th edition.] London: Methuen, 1950 (1th edition — 1939)
- The Control of Growth and Form. Ithaca, NY: Cornell University Press, 1959
- The Life of Insects. London: Wiedenfeld and Nicolson, 1964